# 산화 타이타늄
산화 타이타늄은 타이타늄의 산화물이다.
- 이산화 타이타늄 (산화 타이타늄(IV)), TiO2
- 산화 타이타늄(II) (일산화 타이타늄), TiO
- 산화 타이타늄(III) (삼산화 이타이타늄), Ti2O3

| Disambiguation icon | 이 문서는 명칭이 같은 여러 화합물을 연결하는 색인 문서입니다. |